# Тоцци, Умберто Антонио
Умбе́рто Анто́нио То́цци (итал. Umberto Antonio Tozzi; род. 4 марта 1952, Турин, Италия) — итальянский эстрадный певец и композитор.

## Биография
В 1968 году в возрасте 16 лет Тоцци вошёл в состав «Off Sound», одной из многих групп, которые давали концерты в маленьких местечках вокруг Турина. В Милане он встретил Адриано Паппалардо, с которым образовал группу и начал крупномасштабный тур по Италии.
В 22 года, в 1974 году Тоцци добился своего первого успеха как композитор с песней «Un corpo, un’anima», написанной в соавторстве с Дамиано Даттоли и исполненной «Wess & Dori Ghezzi». Это случилось в «Канцониссиме», итальянской музыкальной программе, выходившей в эфир в 1956—1974 гг.
В 1976 году он выпустил свой первый альбом Donna amante mia. Также издан был сингл «Io camminero», эту песню с успехом пел Fausto Leali. 
В 1977 году была издана одна из самых известных песен Тоцци — «Ti amo». Она возглавляла итальянские хит-парады 7 месяцев и достигла международного успеха за пределами Европы. Песня стала популярной в Америке и в Австралии, в первую очередь на дискотеках. Песня «Ti amo» в исполнении Тоцци выигрывает фестиваль «Festivalbar 1977». 

В 1980 он записывает Stella stai, а годом позже в 1981 пуэрториканская группа «Menudo» записывает испанскую версию этой же песни — «Claridad».
В 1978 году Тоцци записывает «Tu», а в следующем году записывает возможно самую известную свою песню — «Gloria». Её кавер-версия от американской певицы Лауры Брэнигэн познакомила США с Умберто Тоцци в 1982 году. Брэнигэн работала с аранжировщиком и клавишником Тоцци Грегом Мэвисоном, который продюсировал её версию вместе с Джеком Уайтом. Позже Брэнигэн записала песни «Mama» и «Ti amo».
После относительного периода затишья в 1987 году Тоцци выигрывает главный приз фестиваля Сан-Ремо с песней «Si puo dare di piu», спетой вместе с Джанни Моранди и Энрико Руджери. В том же году Тоцци выпускает песню «Gente di mare» в дуэте с итальянским певцом с Раффаеле Рьефоли. Затем он представляет песню на музыкальном конкурсе «Евровидение-1987», где занимает третье место. 

В 1988 году был издан второй live-альбом Умберто The Royal Albert Hall, записанный в одноименном концертном зале.
В 1990-е годы Тоцци продолжает записывать песни, среди которых известная композиция «Gli altri siamo noi». Он записывает успешные альбомы Equivocando, Il grido и Aria e cielo и выпускает сборник Le mie canzoni. 
В 2000 и 2005 годах он представляет на фестивале Сан-Ремо песни «Un’altra vita» и «Le parole».
В 2001 году Тоцци записывает кавер-версию своего знаменитого хита «Ti amo» вместе с Моникой Белуччи, специально для фильма Астерикс и Обеликс: Миссия Клеопатра (реж. Ален Шаба). Сразу после этого он записывает более лиричную версию песни дуэтом с французской певицей Lena Ka.
В 2000-х Тоцци продолжает записывать и выпускать альбомы. В 2002 году вышел в свет сборник лучших песен Тоцци «The best of». В дальнейшем Умберто выпустил пять музыкальных альбомов: Le parole (2005), Heterogene (2006), Tozzi Masini (2006), Non Solo Live (2009) и Superstar (2009). 
Тоцци остается одним из самых популярных певцов Италии за её пределами, за свою карьеру он продал более 45 миллионов записей.
Он также продолжает гастрольную деятельность в Европе и странах СНГ. В 2005 году Умберто впервые выступил в России в программе «Сан-Ремо в Кремле собирает друзей», а в 2009 принял участие в международном музыкальном фестивале «Дискотека 80-х» в Москве. В 2013 году он снова прилетел в Россию, чтобы выступить на юбилейных концертах итальянского певца Аль Бано в «Крокус Сити Холл».
Очередной тур 73-летнего Тоцци прошёл в 2025 году.

## Дискография
- Donna amante mia (1976)
- È nell’aria … ti amo (1977)
- Tu (1978)
- Gloria (1979)
- Tozzi (1980)
- "Qualcosa qualcuno"
- Hurrah ! 1984.
- In concerto (1980 — Live)
- Notte rosa (1981)
- Eva (1982)
- Hurrah (1984)
- Minuti di un’eternità (1987 — Greatest hits)
- Invisibile (1987)
- The Royal Albert Hall (1988 — Live)
- Gli altri siamo noi (1991)
- Le mie canzoni (1991 — Greatest hits)
- Equivocando (1994)
- Il grido (1996)
- Aria e cielo (1997)
- Bagaglio a mano (1999 — Greatest hits)
- Un’altra vita (2000)
- The best of (2002 — Greatest hits)
- Le parole (2005)
- Heterogene (2006)
- Tozzi Masini (2006)
- Non Solo Live (2009)
- Superstar (2009)

## Фильмография
Композитор
- Послевкусие страсти (1997)
- Moving Out (1983)

Актёр
- Dolce Italia (ТВ) (2002)

Актер: Играет самого себя
- Buenafuente (сериал) (2005—2010)
- Quelli che… il calcio (сериал) (2001—2010)